# Łodygowice (stacja kolejowa)
Łodygowice – stacja kolejowa w Łodygowicach, w województwie śląskim, w Polsce.

## Ruch pasażerski
| Rok  | Wymiana pasażerska na dobę |
| ---- | -------------------------- |
| 2017 | 300-399                    |
| 2022 | 300-399                    |